# Krew kondora
Krew kondora (keczua Yawar Mallku, hiszp. Sangre de cóndor) – boliwijski dramat filmowy z 1969 roku w reżyserii Jorge Sanjinésa, uważany za jeden z czołowych przykładów latynoamerykańskiego kina społecznie zaangażowanego.
Obraz miał swoją światową premierę na 30. MFF w Wenecji. Zdobył m.in. nagrodę główną Złotego Kłosu na MFF w Valladolid.

## Fabuła
Film opowiada o społeczności boliwijskich Indian, którzy korzystają z pomocy medycznej oferowanej przez wspierany przez USA tzw. Korpus Postępu. Jak się okazuje, organizacja ta, wzorowana na istniejącym Korpusie Pokoju, dokonuje z przyczyn rasistowskich potajemnej sterylizacji miejscowych kobiet. Społeczność daje odpór amerykańskim imperialistom, co doprowadza do przemocy i rozlewu krwi.
Historia przedstawiona w filmie oparta została na prawdziwych przeżyciach lokalnych Indian. Wzburzenie, jakie ten antykolonialny obraz wywołał po premierze, doprowadziło do wyrzucenia Korpusu Pokoju z terytorium Boliwii w 1971 roku.

## Obsada
- Marcelino Yanahuaya – Ignacio Mallku
- Benedicta Mendoza – Paulina
- Vicente Verneros Salinas – Sixto Mallku
- Danielle Caillet
- Felipe Vargas
- José Arce
- Mario Arrieta
- Ilde Artes
- Carlos Cervantes
- Luis Ergueta
- Javier Fernández
- Adela Penaranda
- Julio Quispe
- Humberto Vera[3]

## Produkcja
Zdjęcia kręcono w autentycznej scenerii boliwijskich Andów wśród społeczności Indian posługujących się językiem keczua.